# The General (1926)
The General (bra: A General; prt: A Glória de Pamplinas, ou Pamplinas Maquinista) é um filme mudo estadunidense de 1926, do gênero comédia, realizado por Clyde Bruckman e Buster Keaton.
Na época de seu lançamento inicial, The General, uma ação-aventura de comédia no final da era do cinema mudo, não foi bem recebida pela crítica e pelo público, resultando em retornos medíocres de bilheteria (cerca de meio milhão de dólares no mercado interno, e aproximadamente um milhão em todo o mundo). Por causa de seu então enorme orçamento (US$ 750.000 fornecidos pelo chefe da Metro, Joseph Schenck) e falha em obter um lucro significativo, Keaton perdeu sua independência como cineasta e foi forçado a um acordo restritivo com a Metro-Goldwyn-Mayer.
The General foi reavaliado e agora é frequentemente classificado entre os maiores filmes americanos já feitos. Em 1989, foi selecionado pela Biblioteca do Congresso para ser incluído na primeira classe de filmes para preservação no Registro Nacional de Filmes dos Estados Unidos por ser "culturalmente, historicamente ou esteticamente significativo".
Orson Welles considerou este filme "a melhor comédia que já foi feita, o melhor filme sobre a Guerra Civil que já foi feito e talvez o melhor filme que já foi feito".

## Sinopse
Johnnie é apaixonado por sua locomotiva, a General, e também pela bela Annabelle Lee. Quando a Guerra Civil Americana tem início, ele não é aceito como combatente porque seria mais útil como maquinista. Porém, Annabelle, seu irmão e o pai passam a considerá-lo um covarde por não lutar. É quando a General e Annabelle são raptadas por espiões da União, e Johnnie deve correr atrás de ambas.

## Elenco
- Buster Keaton — Johnnie Gray
- Marion Mack — Annabelle Lee
- Glen Cavender — Capitão Anderson
- Jim Farley — General Thatcher
- Frederick Vroom — General Confederado
- Joe Keaton — General da União

## Produção
No início de 1926, o colaborador de Keaton, Clyde Bruckman, contou a ele sobre as memórias de William Pittenger de 1889, The Great Locomotive Chase de 1862, sobre o Great Locomotive Chase. Keaton era um grande fã de trens e havia lido o livro. Embora tenha sido escrito da perspectiva do Exército da União, Keaton não acreditava que o público aceitaria os confederados como vilões e mudou o ponto de vista da história. Keaton pensou em rodar o filme na área onde os eventos originais ocorreram.
Em abril de 1926, o gerente de locação de Keaton, Burt Jackson, encontrou uma área no Oregon com ferrovias antigas que ele considerou mais autêntica em termos de cenário do filme. Ele também descobriu que a Oregon, Pacific and Eastern Railway  possuía duas locomotivas antigas operando no serviço de madeira que procuravam a peça e as compraram para a produção. Mais tarde, ele comprou uma terceira locomotiva em Oregon para retratar o Texas  com o propósito de usá-la na icônica façanha do colapso da ponte. O produtor Joseph Schenck ficou entusiasmado com o filme e deu a Keaton um orçamento de $ 400.000. Keaton passou semanas trabalhando no roteiro e se preparando para tiros pirotécnicos elaborados. Ele também deixou o cabelo crescer para o filme. Ele contratou a atriz Marion Mack para o papel principal feminino.

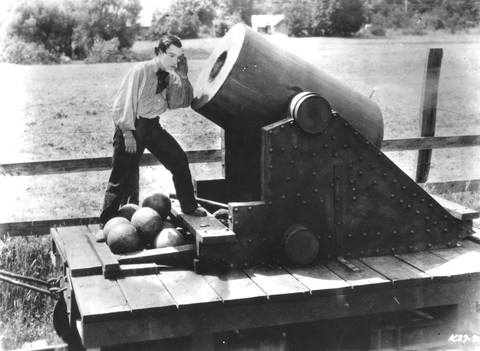
Keaton trouxe 18 vagões de adereços e materiais de cenário para o Oregon.

O elenco e a equipe chegaram a Cottage Grove, em 27 de maio de 1926, com 18 vagões cheios de canhões da era da Guerra Civil, carros de passageiros reconstruídos, diligências, casas, carroças e trabalhadores. A equipe ficou no Bartell Hotel nas proximidades de Eugene e trouxe três câmeras de 35 mm com eles de Los Angeles. Em 31 de maio, a construção do cenário começou com os materiais e o serviço regular de trem em Cottage Grove foi interrompido até o final da produção. Um terço do orçamento do filme foi gasto em Cottage Grove, e 1.500 moradores locais foram contratados.
As filmagens começaram em 8 de junho. No início, Keaton ignorou completamente Mack no set. Ela disse que "Buster apenas se manteve firme no trabalho e em seu pequeno grupo, e isso foi tudo" e que a tripulação "parou o trem quando viu um lugar para jogar beisebol". Keaton acabou gostando de Mack durante a produção, muitas vezes pregando peças nela. A atmosfera no set era alegre e todos os domingos o elenco e a equipe jogavam beisebol com os residentes locais, que costumavam dizer que Keaton poderia ter sido um jogador profissional.
De acordo com um comunicado de imprensa da United Artists, revistas de entretenimento relataram rumores de que o orçamento do filme havia crescido entre $ 500.000 e $ 1 milhão, e que Keaton estava fora de controle, construindo pontes reais e construindo represas para mudar a profundidade dos rios. O produtor Schenck estava zangado com Keaton por causa dos custos crescentes. Também houve vários acidentes no set que contribuíram para o orçamento crescente. Isso incluiu Keaton ficando inconsciente; um assistente de direção levando um tiro no rosto com um cartucho virgem; uma roda de trem passando por cima do pé de um contratado, resultando em um processo de $ 2.900; e o motor a lenha do trem causando vários incêndios. Os incêndios geralmente se espalham para as florestas e os palheiros dos agricultores, que custam à produção US$ 25 por pilha queimada.
Em 23 de julho, Keaton filmou a cena climática do acidente de trem na floresta perto de Cottage Grove. A cidade declarou feriado local para que todos pudessem assistir ao espetáculo. Entre três e quatro mil residentes locais compareceram, incluindo 500 figurantes da Guarda Nacional de Oregon. (Em outra parte do filme, os membros da Guarda Nacional do Oregon aparecem vestidos como soldados da União e da Confederação que cruzam a paisagem ao fundo dos trilhos do trem). Keaton usou seis câmeras para a cena do acidente de trem, que começou com quatro horas de atraso e exigiu vários testes longos. O acidente de trem da cena do "Texas" custou US$ 42.000, a tomada mais cara da história do cinema mudo. A produtora deixou os destroços no leito do rio. A locomotiva se tornou uma atração turística menor por quase vinte anos, até que foi resgatada em 1944-45 para sucata durante a Segunda Guerra Mundial.

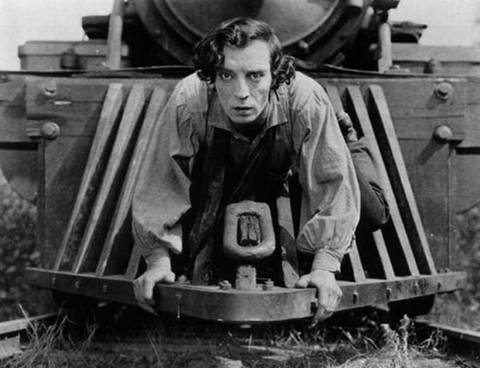
Captura de tela de Buster Keaton

Outro incêndio estourou durante as filmagens de uma grande cena de luta, que não apenas custou à produção $ 50.000, mas também forçou Keaton e a equipe a retornar a Los Angeles em 6 de agosto devido ao excesso de fumaça. As fortes chuvas finalmente dissiparam a fumaça no final de agosto e a produção foi retomada. As filmagens foram concluídas em 18 de setembro. Keaton filmou 200.000 pés de filme e iniciou um longo processo de edição para uma data de lançamento no final de dezembro.
Uma manobra perigosa envolveu-o sentado em uma das hastes de engate que ligavam os maquinistas da locomotiva; se a locomotiva tivesse patinado, Keaton poderia ter sido jogado da haste e ferido ou morto. Filmada em uma tomada, a cena mostra o trem começando suavemente e gradualmente ganhando velocidade ao entrar em um galpão, enquanto o personagem de Keaton, Johnnie Gray, distraído e com o coração partido, está alheio.

## Lançamento e recepção inicial
The General estreou em 31 de dezembro de 1926, em dois pequenos teatros em Tóquio. Estava programado para estrear nos Estados Unidos no prestigiado Capitol Theatre em Nova York em 22 de janeiro de 1927, mas foi adiado por várias semanas devido ao enorme sucesso Flesh and the Devil. Finalmente estreou em 5 de fevereiro, com a campainha do motor do trem General real em exibição no saguão para promovê-lo. Ele foi exibido no Capitol por uma semana, ganhando $ 50.992, considerado uma bilheteria média. Com um orçamento final de $ 750.000, arrecadou $ 474.264 nos Estados Unidos. Em seu lançamento inicial, o filme falhou em agradar aos críticos. A Variety relatou sobre um teatro em que tocou: "Depois de quatro semanas de negócios com Flesh and the Devil, parece que vai morrer de fome esta semana". Ele continuou dizendo que o General estava "longe de ser engraçado" e que foi "um fracasso". O crítico do New York Times, Mordaunt Hall, afirmou: "A produção em si é singularmente bem montada, mas a diversão não é exatamente abundante" e "Isso não é de forma alguma tão bom quanto os esforços anteriores do Sr. Keaton." Uma crítica do Motion Picture Classic chamou de "uma comédia leve da Guerra Civil, não de acordo com os melhores padrões de Keaton". Uma crítica do New York Herald Tribune chamou de "longo e tedioso - a coisa menos engraçada que Buster Keaton já fez". O escritor Robert E. Sherwood escreveu: "Alguém deveria ter dito a Buster Keaton que é difícil rir ao ver homens sendo mortos em batalha." Uma boa crítica veio do Brooklyn Eagle.
No Brasil, a Cinearte escreveu: "admirável a sua austeridade durante filmes inteiros, bem feitos, bem idealizados e originais. Buster é original até no titulo. "General' é o nome de... uma locomotiva"... "a cena em que ele se senta ao lado da locomotiva e a outra em que tenta despertar a namorada, naturalmente, com um sopro, é engraçadíssima! Este é o seu primeiro filme para a United Artists. Em certo ponto é semelhante a Our Hospitality. E depois do filme ninguém levará a serio a celebre guerra civil americana."

## Legado
Em 1963, Keaton disse: "Fiquei mais orgulhoso daquele filme do que de qualquer outra que já fiz. Porque tirei um acontecimento real dos... livros de história e contei a história em detalhes também". Após mudanças no gosto e reavaliação crítica do trabalho de Keaton, o público e os críticos posteriores passaram a concordar com ele, e The General agora é considerado um grande clássico da era do cinema mudo. David Robinson escreveu: "Cada foto tem a autenticidade e a composição despretensiosamente correta de uma fotografia da Guerra Civil de Mathew Brady."  Raymond Durgnat escreveu: "Talvez O General seja o [filme] mais bonito, com sua fotografia sobressalente e cinza, seu olho para as linhas atrevidas e arremetidas das grandes locomotivas, com seus vaqueiros em forma de proa, com seu movimento lindamente sustentado." 
Em 1954, o filme entrou em domínio público nos Estados Unidos porque seu reclamante não renovou seu registro de direitos autorais no 28º ano após a publicação. 
Na pesquisa decenal Sight & Sound dos maiores filmes já feitos, os críticos internacionais classificaram The General em 8º lugar em 1972 e 10º em 1982. Ele ficou em 34º lugar na pesquisa da crítica em 2012 e 75º na pesquisa dos diretores. Em 2002, o crítico Roger Ebert o listou em seu Top 10 e em sua lista Os Grandes Filmes. Dave Whitaker, do DavesMovieDatabase, um site agregador de filmes que combina outras listas com bilheteria, avaliações e prêmios, lista The General como o 99º maior filme de todos os tempos, a 21ª maior comédia e o terceiro maior mudo.
Um mural foi pintado em um prédio em Cottage Grove, comemorando o filme. David Thomson especulou que é "o único memorial nos Estados Unidos para Buster Keaton". 
A distribuidora de filmes americana Kino International lançou o filme em Blu-ray em novembro de 2009, o primeiro lançamento americano de um longa-metragem mudo para o meio de vídeo de alta definição.
O filme foi reconhecido pelo American Film Institute nestas listas:     
1998: AFI's 100 Years...100 Movies – Nomeado     
2000: AFI's 100 Years...100 Laughs – #18     
2001: AFI's 100 Years...100 Thrills – Indicado     
2003: 100 Anos da AFI...100 Heróis e Vilões: Johnnie Gray - Herói Indicado     
2006: AFI's 100 Years...100 Cheers - Nomeado     
2007: AFI's 100 Years...100 Movies (10th Anniversary Edition) – #18

## Versões
Em 1953, uma nova versão do filme foi criada pelo distribuidor e colecionador de filmes Raymond Rohauer, reeditada com introdução e música. Em de 2013, esta versão está sob direitos autorais, pois Rohauer registrou um registro de direitos autorais em 1953 e o renovou em 1983.
Em 1987, Carl Davis compôs uma trilha sonora para o filme, que posteriormente foi usada com uma restauração 4K do filme em 2019.
Em 2016 ou 2017, uma trilha sonora original foi encomendada para comemorar os 90 anos de The General e Portland, Oregon's Hollywood Theatre. O filme posteriormente viajou pelo Oregon.